# サンディフック灯台
サンディフック灯台（サンディフックとうだい、英語: Sandy Hook Lighthouse）は、ニュージャージー州サンディフック半島の先端から約2.4km内陸にある灯台である。この灯台はアメリカ国内で現在を使われている灯台で最も古いものである。1764年にアイザック・コンロ (w:Isaac Conro) により設計、建造された。
この灯台は、ニューヨーク港の南側に入る船の航行を助けるために作られた。最初はニューヨーク灯台と呼ばれていた。それは、灯台の建造資金が、ニューヨーク州の宝くじやニューヨーク港に入港する船に対する税金であったためである。
サンディフック灯台は、アメリカ独立戦争中のアレクサンダー・ハミルトンによる破壊の試みや、その後のイギリス軍による占拠にも耐えた。
建造時は、サンディフック灯台は半島の先端から150mしか離れていなかったが、現在は半島が延びたためその距離は2.5kmになっている。